# Astrarium

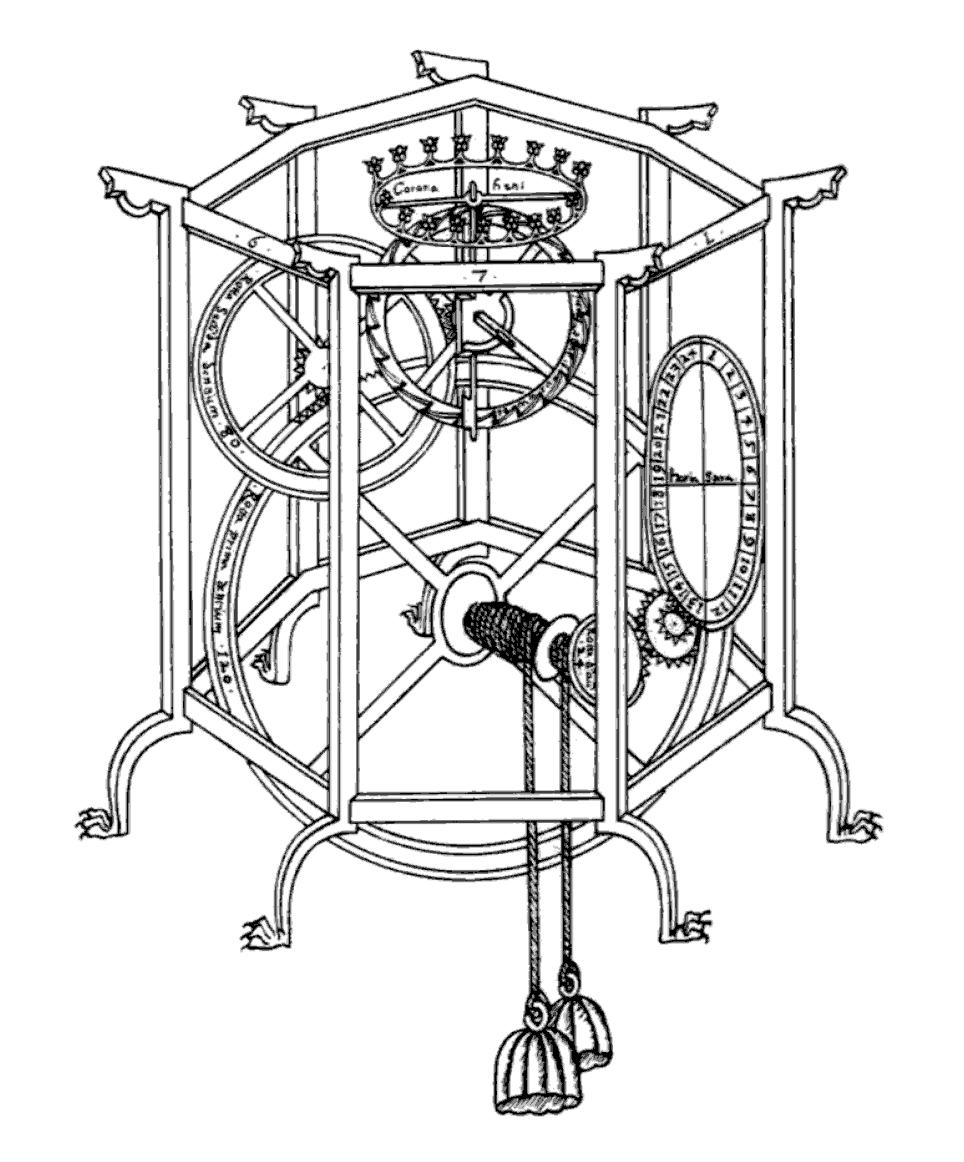
L'astrarium de Giovanni Dondi.

L'astrarium est un instrument issu de la modélisation du système solaire, composé simultanément d'une horloge astronomique et d'un planétarium, mis au point entre 1348 et 1364 par Giovanni Dondi.

## Principe de base

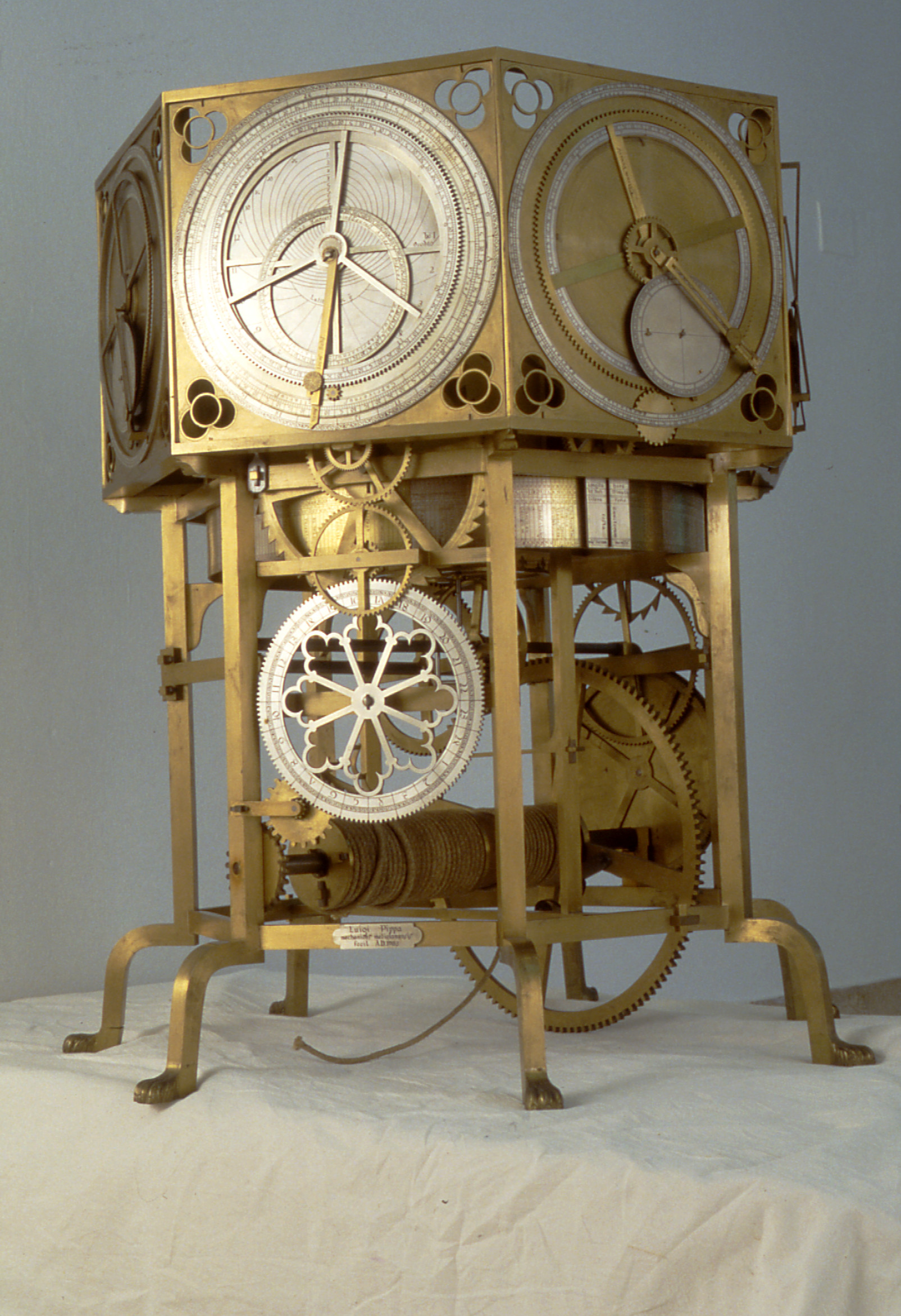
Reconstruction de l'astrarium par Giovanni Dondi dell'Orologio, Museo nazionale della scienza e della tecnologia Leonardo da Vinci, Milan.

L'astrarium est considéré dès l'époque comme une grande réussite technique, comme la merveille de son temps. 
Giovanni Manzini de Padoue écrit en 1388 que c'est une œuvre « pleine de talent, réalisée et perfectionnée par vos mains, et gravée avec un doigté jamais atteint auparavant par la main d'un artisan expert. J'en conclus qu'il n'a jamais été inventé un objet aussi merveilleux, ayant autant de qualités, et d'un tel génie ». Dondi écrit qu'il eut l'idée de construire l'astrarium à partir du « Planétarium Théorique » de Novare qui décrit la construction de l'equitorium.
L'astrarium était essentiellement un mécanisme d'horlogerie comprenant un astrolabe et des cadrans calendaires ainsi que des indicateurs pour le soleil, la lune et les cinq planètes connues alors : Vénus, Mars, Saturne, Mercure et Jupiter. Il donnait en continu les principaux éléments du système solaire et pour la journée, les événements légaux, religieux et du calendrier civil. L'intention de Dondi était de permettre aux gens d'avoir une meilleure compréhension des concepts astronomiques et astrologiques. (L'astrologie était alors considérée comme un sujet digne d'étude de la part des intellectuels et était abordée avec un certain sérieux).

## Description
L'astrarium avait environ 1 mètre de hauteur et se composait d'un bâti à 7 côtés en cuivre ou en fer, et reposant sur 7 pieds décorés en pattes de lion. La partie inférieure formait un cadran de 24 heures, fractionnées pour la première fois en heures et minutes, et un grand tambour calendrier donnant la date exacte, les fêtes fixes de l'Église, les fêtes mobiles et la position de la phase montante de la lune dans le zodiaque. La partie supérieure portait 7 cadrans d'environ 30 cm de diamètre chacun, montrant les données positionnelles du Mouvement Premier (Primum Mobile), de Vénus, de Mercure, de la Lune, de Saturne, de Jupiter et de Mars.   
Dondi construisit sa montre entièrement à la main, avec ses 107 engrenages et pignons. Il n'utilisa aucune vis et toutes les pièces étaient fixées par plus de 300 goupilles coniques et clavettes, certaines étant soudées. La plupart des engrenages étaient à denture triangulaire, mais certains avaient des dents tronquées. Dans certains cas, Dondi utilisa des roues quasi-elliptiques afin de souligner plus exactement l'irrégularité du mouvement des planètes en se basant sur les épicycles de Ptolémée (géocentrisme) plutôt que les ellipses comme mis au point plus tard par Johannes Kepler. Sur certains de ces engrenages, la denture variait en taille et en espacement tout autour de la périphérie. Pour donner les dimensions dans ses descriptions, Dondi se servait d'unités telles que la largeur d'une plume d'oie, l'épaisseur d'une lame de couteau ou la largeur d'un pouce humain.
Concernant les données du mouvement des planètes, il consulta les tables alphonsines établies aux environs de 1272. 

### Mouvement d'horlogerie
Le mouvement d'horlogerie était piloté par un balancier[Information douteuse] réglé sur un rythme de 2 secondes. Son pignon droit activait un cadran marqué sur le bord par une échelle de 24 heures égales, avec des intervalles de dizaines de minutes. Ce cadran tournait dans le sens contraire des aiguilles d'une montre (sens trigonométrique positif), un pointeau fixe indiquant l'heure ; il pouvait être ajusté si besoin par intervalles de 10 min en sortant par glissement un pignon de 12 dents engrenant sur les 144 dents du cadran principal. De chaque côté du cadran horaire se trouvait un plateau fixe ou "tabula orientii" gradué en mois et jours selon le calendrier julien en vue de déterminer le moment des levers et couchers de soleil pour la latitude de Padoue (env. 45° N). À l'époque à laquelle l'horloge fut construite, les dates des solstices étaient le 13 juin et le 13 décembre (ancien style ou calendrier julien).

### Calendrier
La roue du calendrier annuel ou tambour, placée dans la partie inférieure, faisait env. 40 cm de diamètre. Elle activait le calendrier des fêtes et les cadrans ci-dessus. Autour de la circonférence extérieure de cette roue se trouvait un large ruban divisé en 365 sections, chacune comprenant des chiffres indiquant la durée de la lumière du jour, la lettre dominicale, le nom du saint du jour et jour du mois. Les mois successifs étaient dorés ou argentés, et les lettres gravées remplies alternativement d'émail rouge ou bleu. Dondi n'avait introduit aucune indication ou tolérance pour les années bissextiles : il recommandait simplement d'arrêter l'horloge pendant toute une journée.

### Cadran du Primum Mobile
Immédiatement au-dessus du cadran des 24 heures se trouvait celui du "Primum Mobile", ainsi nommé parce qu'il reproduit le mouvement diurne des étoiles et le mouvement annuel du soleil sur le fond étoilé. C'était fondamentalement un astrolabe dessiné à l'aide d'une projection polaire Sud, avec un cadran fixe et un rete d'un modèle particulier qui tournait une fois au cours d'un jour sidéral. Ce rete était doté de 365 dents, mais était mû par une roue de 61 dents faisant 6 tours en 24 heures. Ainsi, le rete tournait une fois au cours des 365/366 d'un jour solaire ordinaire, ce qui équivalait à 366 passages successifs à l'apogée de l'équinoxe de printemps, avec 365 passages similaires du soleil. Dondi constata que ses approches ne correspondaient pas exactement à la durée réelle d'une année solaire et recommanda d'arrêter l'horloge de temps en temps pour la réajuster. 

### Cadrans planétaires
Chacun des cadrans planétaires utilisait un système d'horlogerie complexe afin de donner une idée assez précise du mouvement des planètes. Ceci correspondait raisonnablement à la théorie de Ptolémée et aux observations pratiques. Pour donner un exemple, le cadran de Mercure de Dondi utilisait une roue de 146 dents, deux roues ovales de 24 dents irrégulières engrenant ensemble, une roue de 63 dents tournées vers l'intérieur et engrenant sur un pignon à 20 dents. La roue de 63 dents faisait un tour par an, mais irrégulièrement du fait des roues moteur ovales, faisant ainsi tourner la roue de l'indicateur principal de 63/20 x 12 signes du zodiaque chaque année. Ceci équivalait à 37 signes et 24°, une bonne approximation par rapport à la valeur exacte qui est de 37 signes, 24° 43' 23" en théorie.

## Qu'est devenue cette horloge?
En 1381, Dondi présenta son œuvre au Duc Gian Gelazzo Visconti qui l'installa dans la bibliothèque de son château de Pavie. Elle resta là jusqu'en 1485 au moins. Il se peut qu'elle ait été vue et dessinée par Léonard de Vinci. Mais on ne sait rien de sa fin. Il se peut que l'original ait été détruit à Mantoue en 1630, mais des copies existent actuellement au National Museum of American History du Smithsonian Institution de Washington, à l'Observatoire de Paris, au Science Museum de Londres, au Musée international d'horlogerie de La Chaux-de-Fonds ainsi qu'au Musée de la Montre Beyer (Uhrenmuseum Beyer)  de Zurich.